# Pourtalosmilia
Pourtalosmilia is een geslacht van neteldieren uit de klasse van de Anthozoa (bloemdieren).

## Soorten
- Pourtalosmilia anthophyllites (Ellis & Solander, 1786)
- Pourtalosmilia conferta Cairns, 1978